# The Sims 4: Сияние самоцветов
The Sims 4: Сияние самоцветов (англ. The Sims 4: Crystal Creations) — каталог для игры The Sims 4, выпущенный 29 февраля 2024 года. Основная тема каталога — возможность создавать ювелирные украшения из драгоценных камней, которые могут оказывать разные волшебные эффекты.
«Сияние самоцветов» создавалось из желания разработчиков развить тему, связанную с коллекцией кристаллов, присутствующих в базовой версии игры. Баффы, связанные с украшениями должны были внести больше динамики в игру и менять её правила. Предметы создавались в винтажном, академическом стиле.
Игровые критики хвалили каталог, заметив, что по наполненности контента он скорее является небольшим дополнением, оценили разнообразие украшений и предметов.

## Игровой процесс
Каталог вводит возможность создавать из найденных драгоценных камней ювелирные украшения и огранённые кристаллы. Введён навык геммолога, который сим может совершенствовать, занимаясь ювелирным делом на гомологическом столе, чтобы открывать доступ к созданию большего количества разнообразных украшений. Комбинируя драгоценные камни и металлы, можно создать ожерелья, браслеты, кольца и серёжки в 1000 вариациях.

Демонстрация основных особенностей каталога

Некоторые из созданных украшений в зависимости от комбинаций использованных камней и металлов приобретают разные волшебные свойства и наделяют носящего их сима баффами, например позволяют симам быстрее совершенствовать свои навыки, замедлять снижение потребностей, изменять настроение, влиять на везение, успех, влиять на развитие отношений. Украшения из более редких камней наделяют симов дополнительными способностями, например не позволяют умереть или позволяют вызвать жнеца смерти, чтобы спасти других персонажей от смерти. Волшебные свойства украшения сохраняется в течение двух внутриигровых дней. Затем их нужно заряжать на особой подставке для кристаллов при лунном свете. Скорость зарядки зависит от фазы луны. Для успешной зарядки требуется размещать подставку на улице и чтобы луна не была скрыта за облаками.
Улучшив навык геммологи, сим может создать кристаллическое семя, из него можно вырастить кристаллическое дерево, на котором будут расти разные кристаллы, которые можно продавать или использовать для создания украшений. Чтобы дерево выросло, за ним требуется постоянно ухаживать и удобрять.

## Разработка и выход
Обсуждая идею для каталога, разработчики упоминали, что многие игроки любили собирать кристаллы и на основе обработке кристаллов было решено создать отдельный навык, хобби и способ заработка. Разработчики также упоминали, что игроки любили собирать огранённые кристаллы в The Sims 3. Работая над навыком гомологии, разработчики изучали существующие ювелирные ремесленные цеха, увидев там ювелирные верстаки и полки для демонстрации украшений, которые были добавлены в каталог.  
Работая над баффами для украшений, разработчики хотели внести больше динамики и позволить менять правила игры. Создатели хотели удостовериться, чтобы симы могли сразу надевать и перемещать украшения без необходимости переходить в режим CAS, а также надевать украшения на неигровых симов через функцию подарка.  
В процессе разработки, создателям пришла идея добавить кристаллическое дерево, как дополнительный фантастический элемент, упоминания наличие похожего дерева в The Sims 3. Перебрав несколько предложенных вариантов дизайна, разработчики остановились на идее дерева в форме бонсая. Разработчики изучали разнообразные стили украшений. Украшения создавались так, чтобы им подходила любая цветовая комбинация. Разработчики также сотрудничали с создателем CC — Arethabee, предложившим ряд идей для украшений. Некоторые украшения в каталоге отсылают к текстам певицы Тейлор Свифт. 
Учитывая особенность игрового процесса, разработчики решили связать стиль предметов с «оккультным светом», ночным небом и лунными символами. Вещи должны были выглядеть как предметы искусства, в не «мебель из магазина» или как «комната профессора начала XX века». Но мебель одновременно не должна была быть слишком винтажной, «викторианской» или готической, чтобы многие вещи могли вписываться в современный интерьер. Цвета для предметов создавались приглушёнными, чтобы на их фоне выделялись ювелирные украшения. Одежда, созданная для каталога не должна была скрывать украшения и должна была иметь приглушённые цвета, чтобы на её фоне были видны украшения и смотрелись красиво вне зависимости от цвета. 
Впервые намёк на тему каталога присутствовал в анонсе дорожной карты дополнений к The Sims 4 в январе 2024 года. «Сияние самоцветов» было анонсировано 20 февраля, как первый каталог, выпущенный в 2024 году. Вместе с этим был выпущен трейлер к каталогу, раскрывавший детали игрового процесса. Выход каталога состоялся 29 февраля 2024 года на персональных компьютерах, PlayStation и Xbox. После выхода каталога, игроки столкнулись с внутриигровыми ошибками. 
В постере каталога и видео от разработчиков присутствует влюблённая пара — геммолог и небинарная личность Риан Стоун и возлюбленная Серена Во. В видео от разработчиков Риан делает предложение Сирене и дарит самодельное кольцо. Это было инициативой «Scoob», одной из продюсеров The Sims 4, которая сама недавно сделала предложение своей возлюбленной и ей важно было показать этот момент. 

## Критика
| Иноязычные издания | Иноязычные издания |
| Издание            | Оценка             |
| ------------------ | ------------------ |
| GGRecon            | [ 17 ]             |
| Dexerto            | [ 18 ]             |
| KeenGamer          | 7.5                |
| Digital Spy        | хорошо             |

Игровые критики оставили положительные отзывы о каталоге. Ряд критиков назвали коллекцию одежды посредственной, но оценили коллекцию предметов. Обозреватели заметили, что хотя «Сияние самоцветов» относится к категории каталога, оно ощущается, как маленькое дополнение. Критик Digital Spy назвала «Сияние самоцветов» одним из лучших DLC к The Sims 4, выпущенных за последние несколько лет.
Джесс Ли с сайта Digital Spy заметила, что игра в каталог доставила ей большее удовольствие, чем некоторые полноразмерные дополнения. Баффы, даваемые украшениями выступят отличной альтернативой для игроков, любящих применять чит-коды. «Сияние самоцветов» — отличный пример тенденции по выпуску каталогов всё лучшего качества и того, как маленькая идея может быть хорошо реализована.
Лора Спеллер с сайта Keen Gamer заметила, что «Сияние самоцветов» отлично подойдёт игрокам, ищущим в The Sims 4 задания и способы заработка. Процесс изготовления ювелирных изделий воплощён на удивление качественно и творчески. Тем не менее процесс совершенствования навыка геммологи может показаться медленным и изнурительным.
Мишель Корнелия была впечатлена возможностью кастомизации создаваемых украшений и эффектами, сопровождаемыми украшениями. Чем выше навык гомологии, тем интереснее и насыщеннее становится игровой процесс и появляются всё более необычные баффы. 
Ава Томпсон-Пауэлл с сайта Ggrecon заметила, что каталог идеально подойдёт любителям украшений и создавать что-либо в The Sims 4.